# Monument a Francesc Macià
El Monument a Francesc Macià és una escultura situada a l'extrem sud de la plaça de Catalunya de Barcelona, enfront de la Rambla, obra de Josep Maria Subirachs i inaugurada el 25 de desembre de 1991.

## Història i descripció

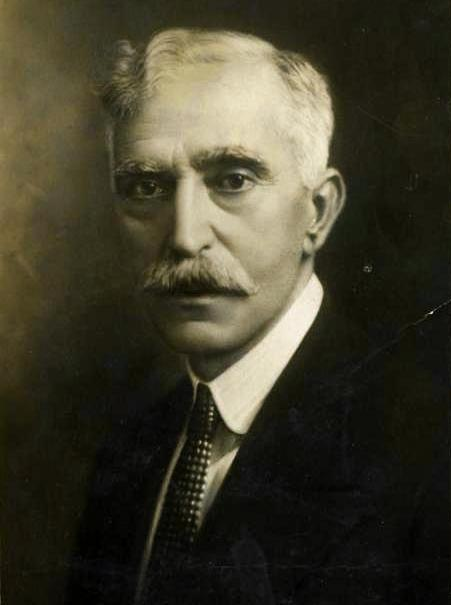
Francesc Macià

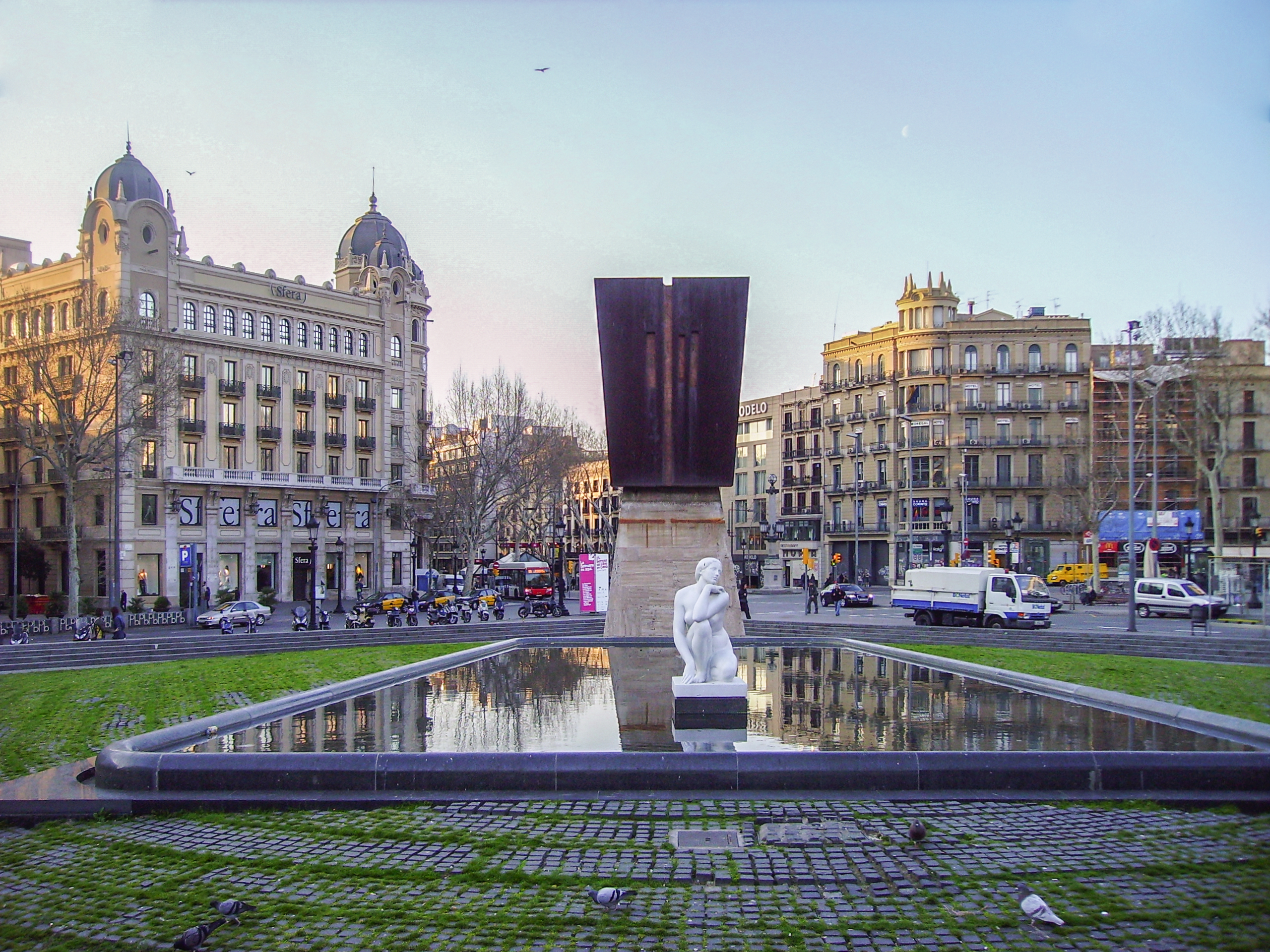
La deessa de Josep Clarà, amb el Monument a Macià i la Rambla al fons

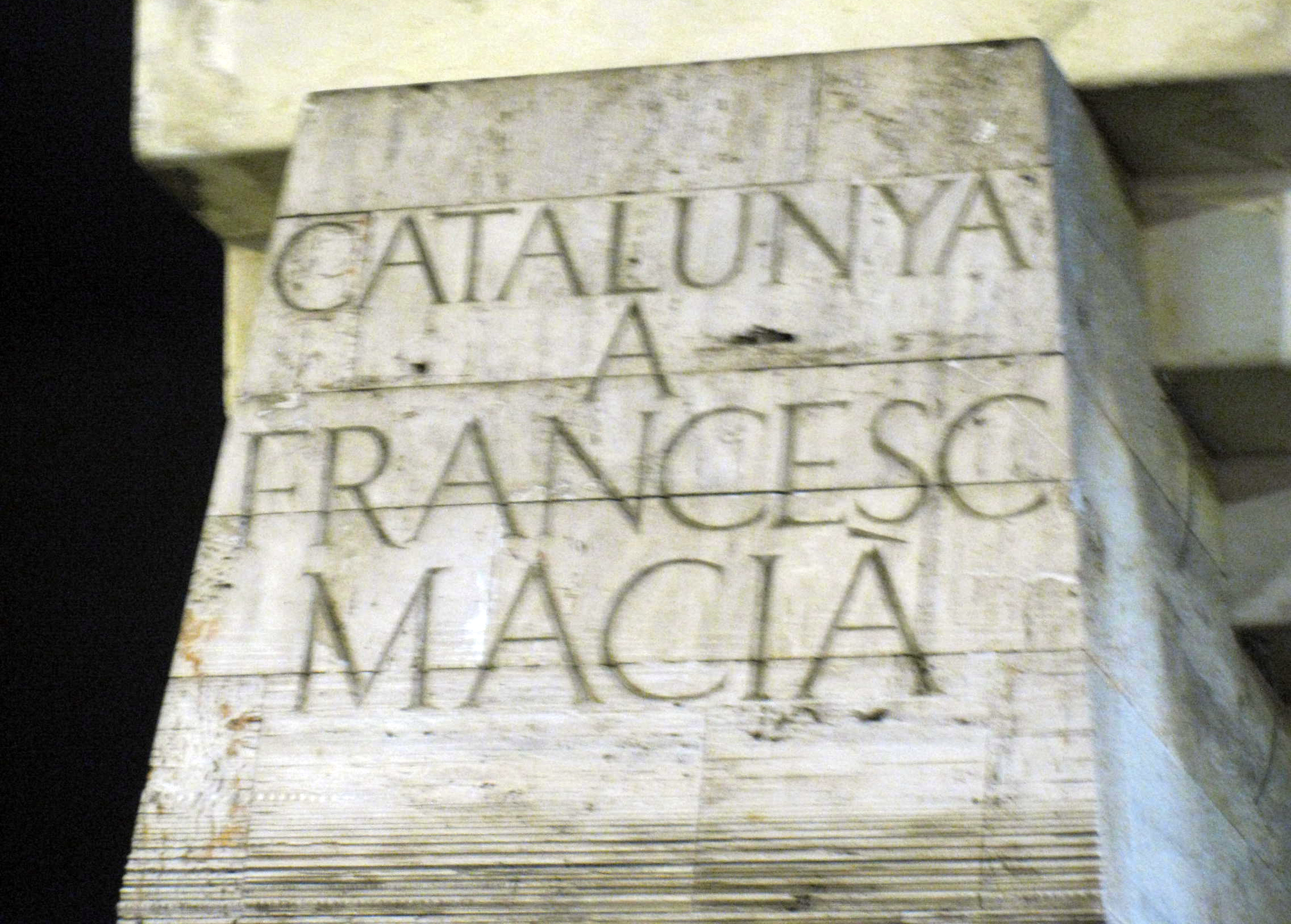
Detall de la inscripció

Francesc Macià (1859-1933) va ser un polític i militar català d'ideologia republicana i independentista, un dels fundadors dels partits Estat Català i Esquerra Republicana de Catalunya. Militar de professió, el 1926 va intentar una acció armada contra la dictadura de Primo de Rivera, els «fets de Prats de Molló». Aquest intent va ser avortat per la Gendarmeria Nacional Francesa, però li va fer guanyar molta popularitat a Catalunya. Desterrat a Bèlgica, viatjà posteriorment a l'Argentina i Cuba. El 1930 va retornar després de la caiguda del general Primo de Rivera, i el 14 d'abril de 1931, després d'unes eleccions municipals que li van donar la majoria, Macià va proclamar la República Catalana des del Palau de la Generalitat de Catalunya. Fou president de la Generalitat fins a la seva mort el 1933, i va ser succeït per Lluís Companys.
La iniciativa per a dedicar-li un monument va sorgir el 1977, amb l'arribada de la democràcia i la restauració de la Generalitat de Catalunya amb Josep Tarradellas. La idea va ser suggerida pel diari Avui el 6 de gener d'aquell any, i s'organitzà una recol·lecció pública que va recollir un total de 5.641.557 pessetes. Després de decidir l'emplaçament a la Plaça de Catalunya, la Generalitat va convocar el 1983 un concurs públic per a escollir l'artista que faria l'obra. El projecte escollit va ser el titulat Flama, dels madrilenys Joaquín Vaquero, Luis Bertal i Javier Casanueva, que tenia forma de cripta, i del qual partien quatre barres en representació de la senyera catalana, les quals es projectaven al cel amb rajos làser.
El president de la Generalitat, Jordi Pujol, va posar la primera pedra el 25 de desembre de 1983, en el 50è aniversari de la mort de Macià. Però finalment el projecte no es va executar, i en lloc d'aquest es va donar l'encàrrec directament a l'escultor Josep Maria Subirachs (1927-2014), mentre que el projecte urbanístic va ser a càrrec dels arquitectes Helio Piñón i Albert Viaplana, els quals van projectar un estany que circumdés l'obra, en el que es va instal·lar La deessa de Clarà.
En la seva llarga trajectòria, Subirachs havia passat per diverses fases —mediterrània, expressionista, abstracta, neofigurativa—, períodes gairebé sempre caracteritzats per les formes geomètriques, les línies rectes i anguloses, i les textures rugoses. Una de les característiques de la seva obra ha estat la reivindicació identitària, l'evocació de la història i cultura de Catalunya, que hi ha recreat constantment, ja que segons declaracions seves «m'agradaria ser un artista que ajudés a crear els símbols d'identitat del meu país». Així, hi abunden els monuments de caràcter nacionalista, com l'Homenatge a la Resistència Catalana (1981), el Monument al restabliment de la Generalitat de Catalunya (1982), el Monument al mil·lenari de Catalunya (1990), els realitzats en homenatge a diverses poblacions catalanes (Barcelona, Manresa, Hospitalet de Llobregat), o a personatges catalans com Pompeu Fabra, Ramon Llull, Borrell II, Pau Casals, Salvador Espriu, Francesc Macià, Lluís Companys, Josep Irla, Josep Tarradellas, etc.

El monument va ser inaugurat el 25 de desembre de 1991, 58è aniversari de la mort de Macià. El pedestal, realitzat en travertí amb una successió de blocs de pedra en trencajunt, representa la història de Catalunya. La part superior, executada en formigó, té forma d'escala invertida, de la qual els tres primers esglaons, encaixats al pedestal, representen els tres anys de govern de Macià al front de la Generalitat, mentre que la resta, que finalitzen de forma abrupta i inacabada, simbolitzen el futur del país, que es va construint dia a dia, esglaó a esglaó. Tanmateix, hi figuren diverses inscripcions realitzades en forma de graffiti, amb noms, dates i llocs relacionats amb el polític català, mentre que a la seva part superior es troba en grans lletres la inscripció «Catalunya a Francesc Macià». A la part posterior es troba l'escut de Catalunya, realitzat en ferro, així com una frase del president dirigida als diputats catalans, pronunciada el 14 de desembre de 1932:
| « | Així heu de voler Catalunya, com tantes vegades jo l'he promesa al poble: políticament lliure, socialment justa, econòmicament pròspera i espiritualment gloriosa. | » |

Enfront del cos del monument es troba de manera separada un monòlit amb el bust del president Macià, realitzat en bronze, una rèplica del retrat que li va fer Josep Clarà el 1932. Subirachs va voler donar-li un aire realista, que contrasta amb la gairebé abstracció de la resta del monument, per a tenir un nexe d'unió amb l'estil noucentista de la resta de la plaça.

## Galeria

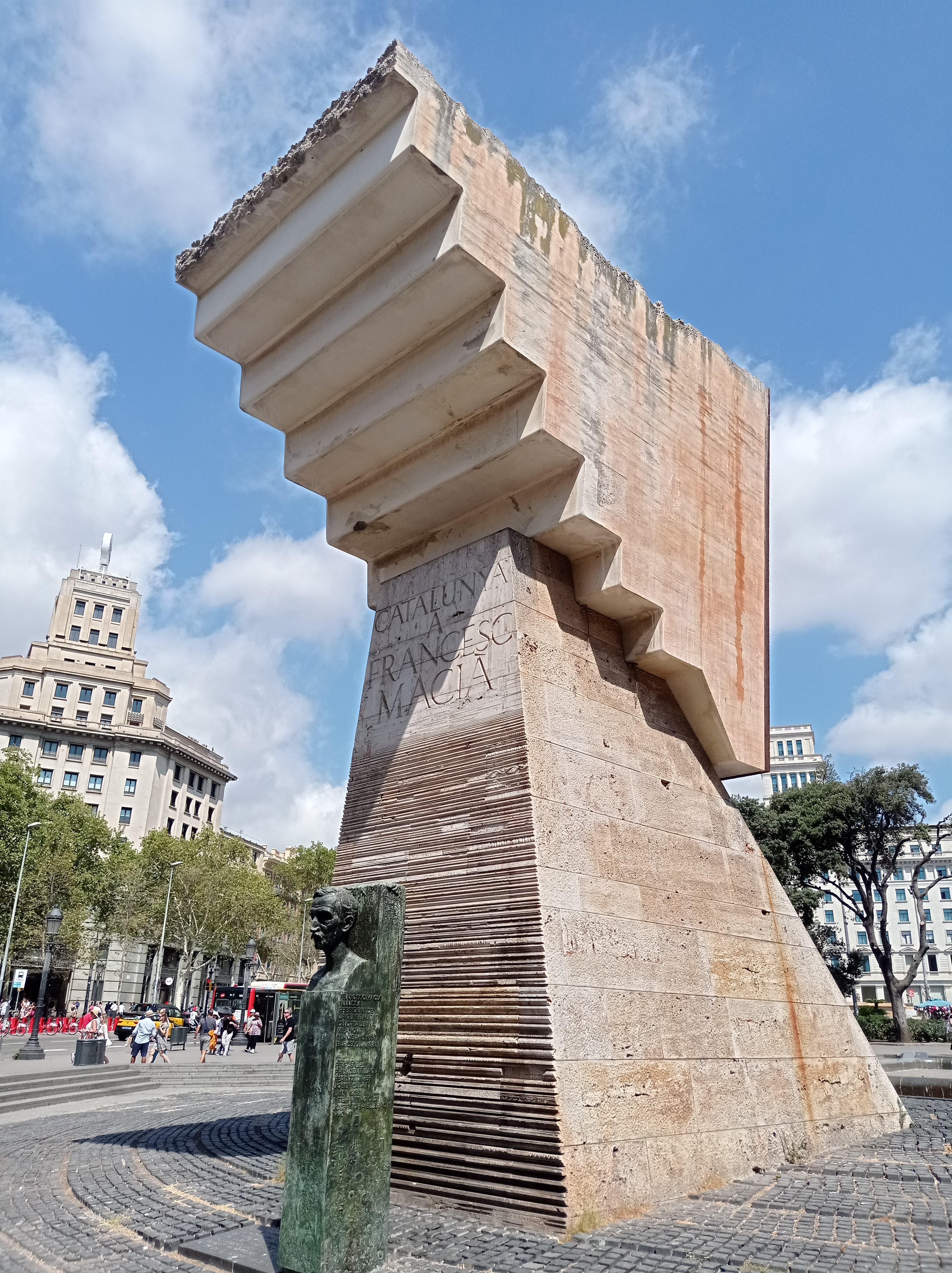
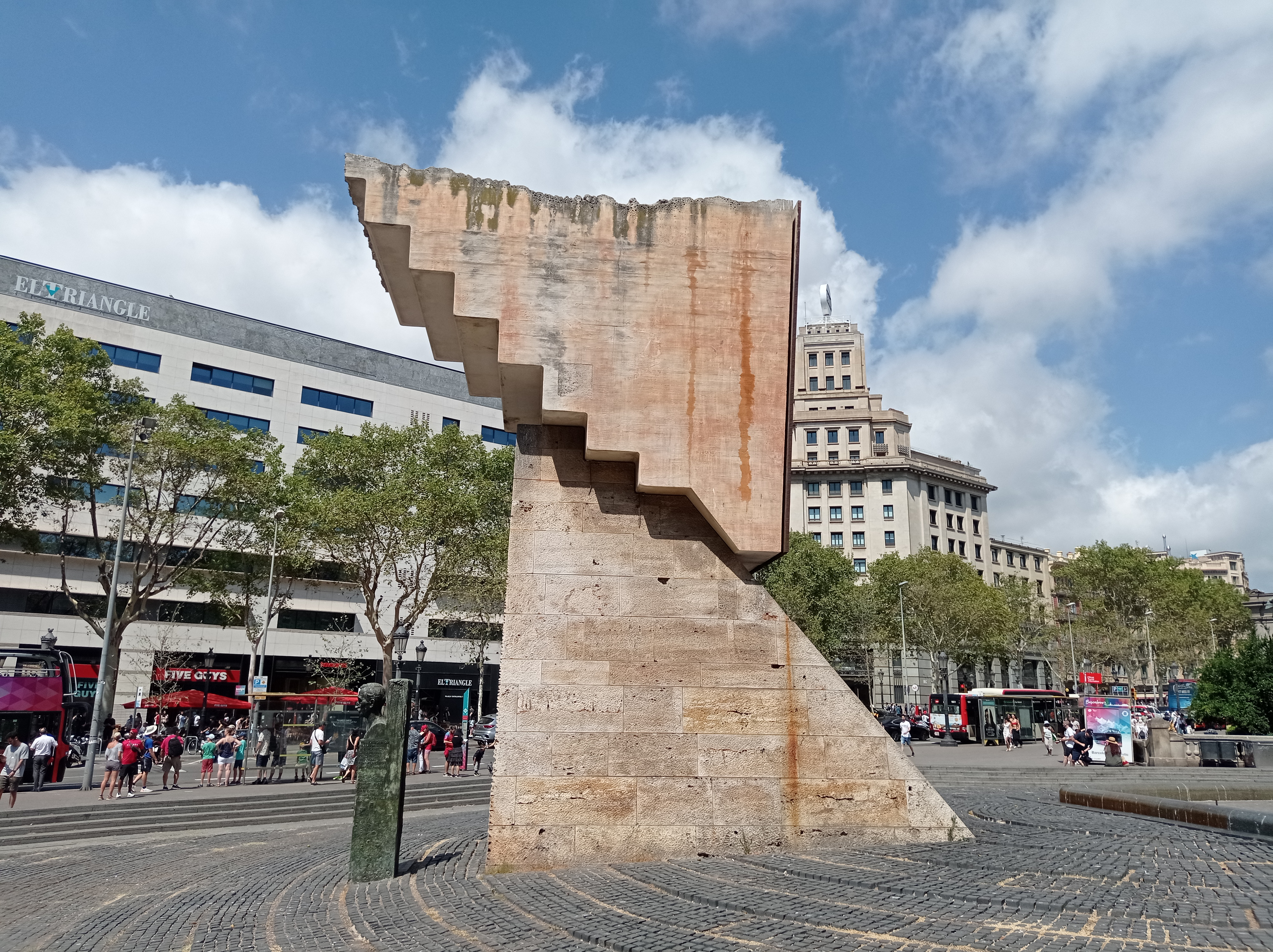
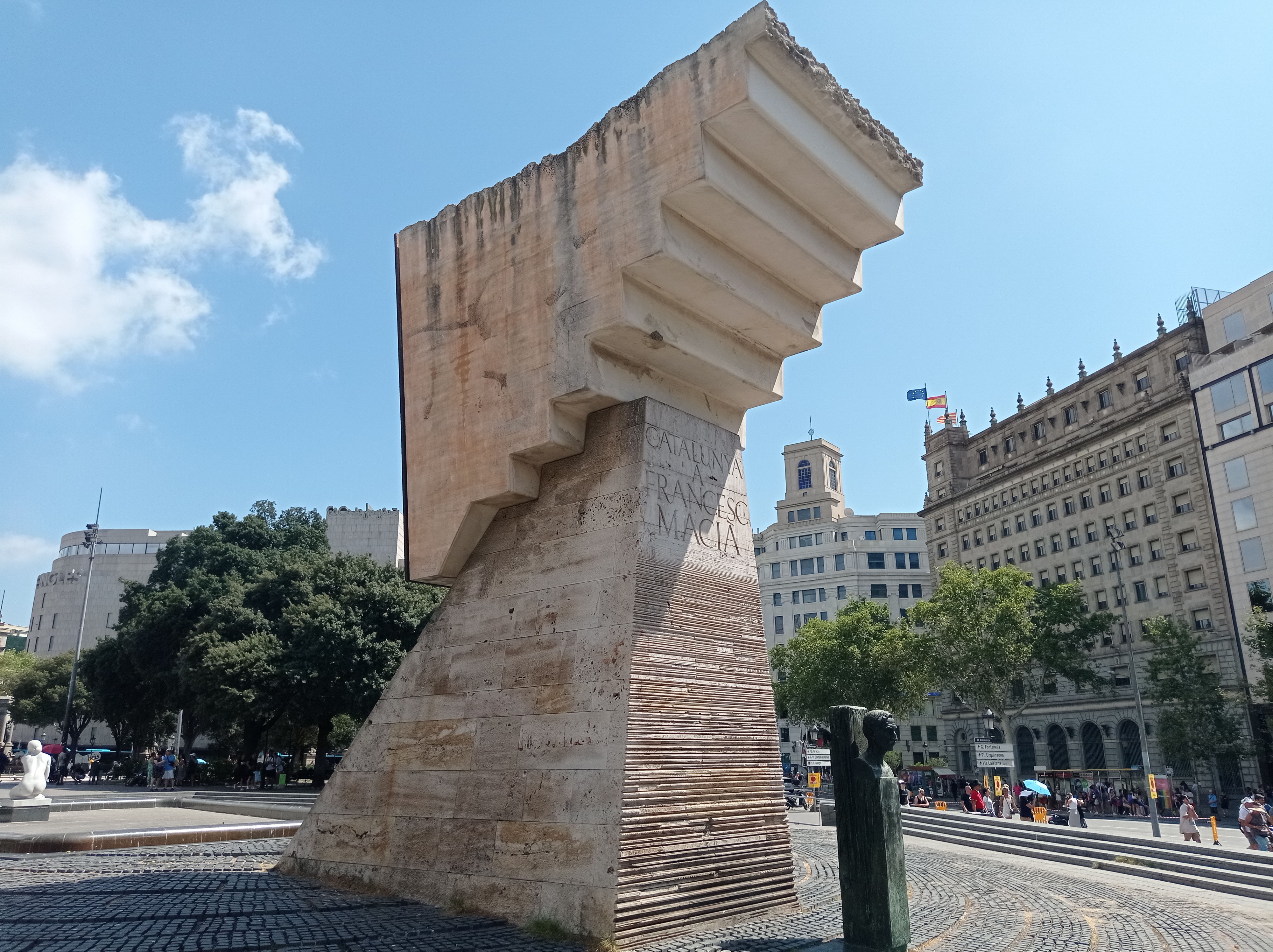
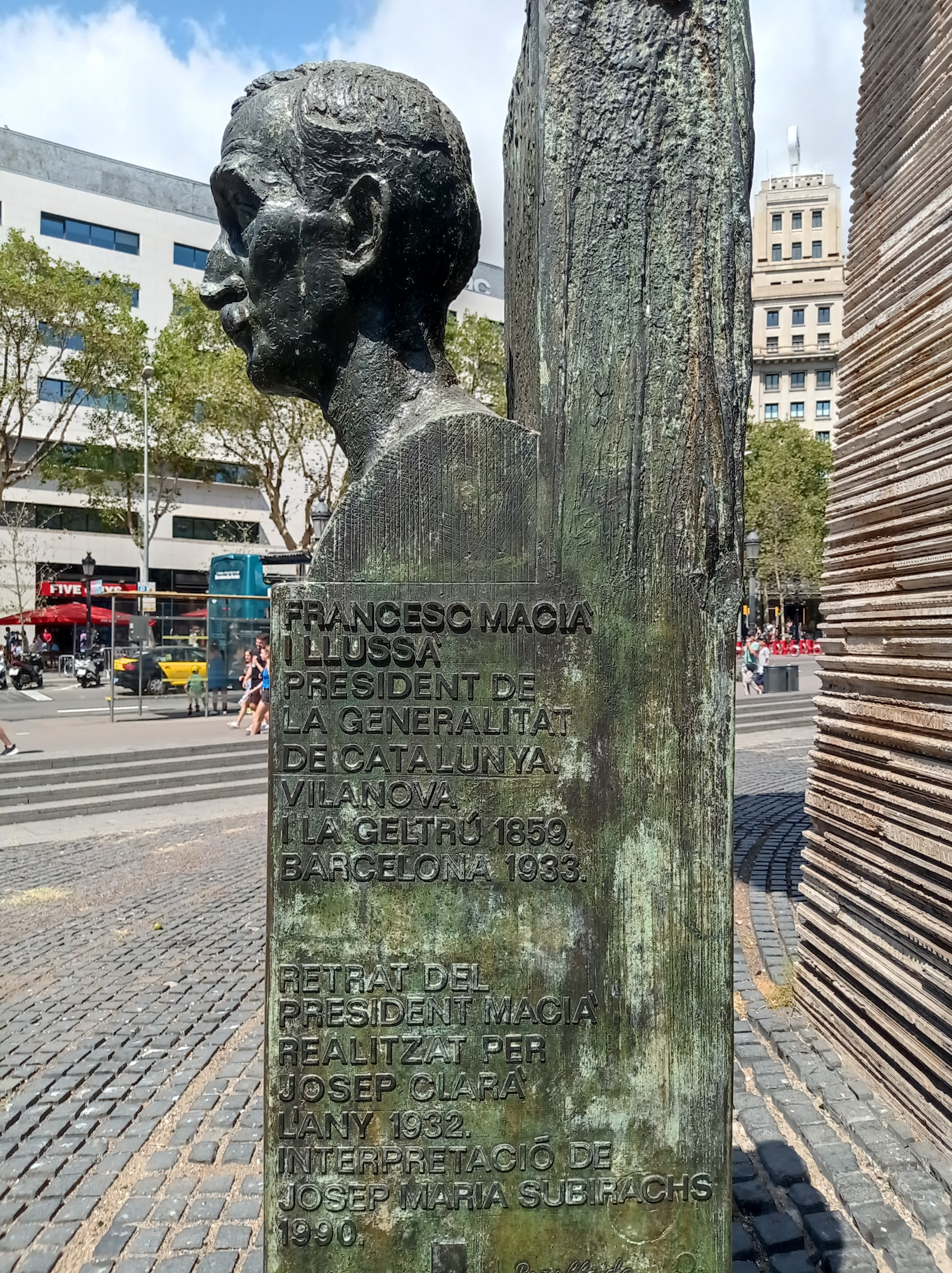